# Nightbitch (pel·lícula)
Nightbitch és una pel·lícula de comèdia negra de terror estatunidenca del 2024 escrita i dirigida per Marielle Heller, basada en  la novel·la del 2021 de Rachel Yoder. És protagonitzada per Amy Adams, Scoot McNairy, Arleigh Snowden, Emmett Snowden, Zoë Chao, Mary Holland, Archana Rajan, i Jessica Harper.
Nightbitch es va estrenar al Festival Internacional de Cinema de Toronto el 7 de setembre de 2024, i es va estrenar als cinemes als Estats Units per Searchlight Pictures el 6 de desembre de 2024. La pel·lícula va rebre ressenyes contradictòries de la crítica.

## Argument
La mare ha aturat la seva carrera com a artista per convertir-se en una mare de casa del seu fill de dos anys. Com que el seu marit està fora de viatge per feina la major part del temps, ella és la responsable de la major part de la cura del nen. Sentint-se aïllada de la seva identitat artística i ressentida pel que veu com l'expectativa de ser amiga d'altres mares, sovint fantaseja amb atacar els que l'envolten. Comença a experimentar canvis físics surrealistes, com ara taques de pelatge al cos, el creixement d'una cua i mugrons addicionals i els sentits augmentats. Encara que inicialment descarta aquests desenvolupaments com a símptomes d'estrès emocional i perimenopàusia, aviat es convenç que s'està convertint en un gos.
Comença a somiar amb la seva infància en una societat mennonita, incloent records de la seva mare corrent a quatre potes i preparant guisats amb ingredients inusuals. Buscant comprensió, la mare visita la biblioteca per veure un llibre sobre transformacions mítiques, reforçant la seva creença en la seva metamorfosi. Abraçant la seva nova identitat, adopta comportaments cada cop més canins, trobant l'alliberament de les expectatives de la societat i una renovació de les seves passions artístiques. Ella fa que el seu fill jugui amb gossos, mengi de bols de gossos i dormi en un llit per a gossos, cosa que el calma i li permet dormir tota la nit mentre s'imagina transformant-se en un gos per córrer lliure. Durant aquestes transformacions, mata animals petits, inclòs el gat de la família.
Quan el seu marit qüestiona aquests esdeveniments, la mare l’ataca per la seva insensibilitat a les seves necessitats; li diu que està decebut amb ella per haver-lo tancat fora. Accepten una separació de prova mentre ella treballa en un projecte artístic. La mare s'adona que la seva mare també podria transformar-se en un gos, i que la naturalesa rebel i voluntariosa del seu fill indica que ha passat el tret animal al seu fill.
La separació permet a la mare harmonitzar la seva identitat animal i artística. Finalment, la mare reviu la seva relació amb el seu exmarit quan els dos finalment s'entenen, reunint la família. Temps després, la mare dóna a llum el seu segon fill, una filla.

## Repartiment
- Amy Adams com a mare
- Scoot McNairy com a marit
- Arleigh i Emmett Snowden com a Fill
- Jessica Harper com a Norma
- Zoë Chao com a Jen
- Mary Holland com a Miriam
- Archana Rajan com a Liz
- Darius De La Cruz com a Lemuel
- Ella Thomas com a Naya
- Stacey L. Swift com a Frieda
- Adrienne Rose White com a Sally
- Ros Gentle com a Nana

## Producció
El juliol de 2020, Annapurna Pictures va adquirir els drets cinematogràfics de l'aleshores inèdit Nightbitch, escrit per Rachel Yoder, amb Amy Adams com a protagonitsta i productora. Stacy O'Neil de la companyia de producció Adams' Bond Group Entertainment va produir la pel·lícula al costat de Megan Ellison, Sue Naegle i Sammy Scher, mentre que Yoder va exercir de productor executiu. La directora de Can You Ever Forgive Me? Marielle Heller va connectar amb la novel·la de Yoder i va començar a desenvolupar la pel·lícula en silenci al costat d'Adams durant la pandèmia de COVID-19.
El març de 2022, estava previst que el rodatge comencés a la tardor d'aquell any. Al maig, Searchlight Pictures va adquirir els drets de distribució d'Annapurna per 25 milions de dòlars, guanyant a cinc licitadors més.En aquest moment, la participació d'Heller es va confirmar oficialment. Christina Oh, Adam Paulsen i Heller havien pujat a la pel·lícula com a productors, mentre que Scher va passar a ser productor executiu amb Havilah Brewster. El juny de 2022, Scoot McNairy es va unir a la pel·lícula. La producció estava prevista per començar el setembre de 2022 a Los Angeles. Va començar l'octubre de 2022, amb l'anunci que Ella Thomas s'havia unit al repartiment. L'octubre de 2022, Mary Holland es va unir al repartiment. També es va confirmar que Zoë Chao forma part del repartiment.

## Llançament
Nightbitch es va estrenar originalment a Hulu, però Searchlight Pictures va anunciar més tard per a una estrena en cinemes el 6 de desembre de 2024. Es va estrenar al Festival Internacional de Cinema de Toronto el 7 de setembre de 2024. Nightbitch es va publicar al servei de transmissió Hulu el 27 de desembre de 2024.

## Recepció

### Resposta crítica
Al lloc web de l'agregador de ressenyes Rotten Tomatoes, el 59% de les 210 crítiques són positives, amb una valoració mitjana de 6/10. El consens del lloc web diu: "Pel que fa a les adaptacions, Nightbitch embala més lladruc que mossegada mentre l'estel·lar Amy Adams s'enfronta a la maternitat i al barri en un embolic més aviat convencional". Metacritic, que utilitza una mitjana ponderada, va assignar a la pel·lícula una puntuació de 56 sobre 100, basant-se en 53 crítiques, indicant ressenyes "mixtes o mitjanes".

### Reconeixements
| Premi/Festival                                          | Data de cerimònia     | Categoria                                                      | Receptor(s)                    | Resultat  | Ref.          |
| ------------------------------------------------------- | --------------------- | -------------------------------------------------------------- | ------------------------------ | --------- | ------------- |
| Festival Internacional de Cinema de Toronto             | 8 de setembre de 2024 | Premi Tribut Performer                                         | Amy Adams                      | Guanyador | [ 22 ]        |
| Festival de Sitges                                      | 13 d'octubre de 2024  | Millor pel·lícula                                              | Nightbitch                     | Nominat   | [ 3 ] [ 1 ]   |
| Festival de Cinema de Mill Valley                       | 16 d'octubre de 2024  | Premi d'actuació MVFF                                          | Amy Adams                      | Guanyador | [ 23 ]        |
| Festival de Cinema de La Roche-sur-Yon                  | 20 d'octubre de 2024  | Premi Variété MadMovies                                        | Nightbitch                     | Guanyador | [ 24 ]        |
| Montclair Film Festival                                 | 27 d'octubre de 2024  | Premi Director                                                 | Marielle Heller                | Guardonat | [ 25 ] [ 26 ] |
| Festival Internacional de Cinema de Chicago             | 27 d'octubre de 2024  | Premi Visionari                                                | Marielle Heller                | Guardonat | [ 27 ]        |
| Savannah Film Festival                                  | 2 de novembre de 2024 | Premi Assoliment destacat al cinema                            | Amy Adams                      | Guanyador | [ 28 ]        |
| Michigan Movie Critics Guild                            | 6 de desembre de 2024 | Millor actriu                                                  | Amy Adams                      | Nominat   | [ 29 ]        |
| Premis de la Societat de Crítics de Cinema de San Diego | 9 de desembre de 2024 | Millor actriu                                                  | Amy Adams                      | Subcampió | [ 30 ]        |
| Premis Globus d'Or                                      | r de gener de 2025    | Millor actriu musical o còmica                                 | Amy Adams                      | Nominat   | [ 31 ]        |
| Set Decorators Society of America                       | 2 de febrer de 2025   | Millor decoració/disseny d'una pel·lícula de comèdia o musical | Ryan Watson, Karen Murphy      | Nominat   | [ 32 ]        |
| Premis Artios                                           | 12 de febrer de 2025  | Millor càsting – Pel·lícula de gran pressupost (comèdia)       | Douglas Aibel, Matthew Glasner | Nominat   | [ 33 ]        |
| Premis Independent Spirit                               | 22 de febrer 2025     | Millor actuació protagonista                                   | Amy Adams                      | Nominat   | [ 34 ]        |
| Premis Independent Spirit                               | 22 de febrer 2025     | Millor muntatge                                                | Anne McCabe                    | Nominat   | [ 34 ]        |